# Заустави време
Заустави време српска је теленовела телевизијска серија, снимана од децембра 2007. до јула 2008. године. То је први пројекат АВА филма, испоставе популарне хрватске продукције АВА у Београду.
Иако је у њу уложено 10 милиона евра, продукција није успела да прода серију ниједном каналу, иако су за њу биле заинтересовани РТС, Б92, Пинк и Fox. Роман Мајетић је 2019. у интервју за ТВ Новости потврдио је да је 2013. серију купила Happy, али до емитовања из непознатих разлога ипак није дошло. Међутим, 1. октобра 2021. године Happy је објавио датум премијере за 5. октобар 2021. године али због лоше гледаности, серија је после 9 приказаних епизода скинута с програма.

## Радња
Владан Крстић постаје (поново) министар и његов живот се мења из корена. Он од правог поштењачине и идеалисте који је путовао по селима верујући у програм своје странке постаје неко други, улази у ланац закулисних радњи, полтрона, услуга, додатно заборавља све о себи, све што је некад био, пријатеље и ставове и што је најстрашније — своју породицу. Његова супруга Нада годинама има младог љубавника доктора, иако воли Владана. Њихова деца Анђела и Борис су одавно самостални. Динамични живот који им предстоји због очеве нове функције изазваће преокрете код свакога и вратити их на крају једне другима. У серији се јасно види пресек типичног београдског живота данас, нарочито поларизација која се створила између богатих и сиромашних грађана престонице.

## Улоге
| Глумац            | Улога         |
| ----------------- | ------------- |
| Бранислав Лечић   | Владан Крстић |
| Даница Максимовић | Нада Крстић   |
| Тијана Чуровић    | Анђела Крстић |
| Петар Бенчина     | Борис Крстић  |
| Ана Франић        | Тамара        |
| Срђан Карановић   | Невен         |
| Себастијан Каваца | Миша          |
| Слободан Ћустић   | Драган        |
| Бранка Пујић      | Марија        |
| Бојана Маљевић    |               |
| Ненад Стојменовић | Синиша        |
| Анђелика Симић    |               |
| Дарко Томовић     | доктор        |
| Милош Самолов     | Кики          |
| Виктор Савић      | дилер         |
| Иван Зарић        |               |
| Бојан Перић       | Павле         |
| Јана Милић        | Миња          |
| Јована Балашевић  |               |
| Миодраг Крстовић  |               |
| Марко Јањић       | Бошко         |
| Марина Воденичар  | Даница        |
| Синиша Убовић     | Алекса        |
| Софија Рајовић    | Тијана        |
| Вања Капетановић  |               |
| Миња Пековић      |               |
| Татјана Бокан     |               |